# 1.Outside
1.Outside è il  19ºalbum in studio del musicista britannico David Bowie pubblicato nel 1995 dalla Sony BMG in Gran Bretagna e dalla Virgin America negli Stati Uniti. Sottotitolato The Ritual Art-Murder of Baby Grace Blue: A non-linear Gothic Drama Hyper-Cycle, Outside tratta il tema dell'omicidio rituale come forma d'arte in un futuro distopico collocato all'alba del XXI secolo. L'album riportò Bowie sulla ribalta artistica grazie al successo di singoli quali The Hearts Filthy Lesson, Strangers When We Meet, e Hallo Spaceboy (nota anche nella versione remixata dai Pet Shop Boys).
Il disco contiene la lungamente anticipata riunione artistica tra Bowie e Brian Eno dopo la celebre "trilogia di Berlino". Fu definito dalla critica una rischiosa ma sostanzialmente riuscita incursione nell'industrial art-rock e nel trip hop/techno.

## Storia
In occasione del matrimonio con la modella Iman Abdulmajid, celebratosi nel 1992, Bowie aveva riallacciato i rapporti con Brian Eno, invitandolo alle nozze. Nel corso della cerimonia Bowie ed Eno suonarono ciascuno brani della propria musica. A quel punto entrambi si resero conto di quanto sarebbe stato interessante collaborare nuovamente insieme, decidendo di ritrovarsi in studio di registrazione per elaborare qualche progetto congiunto.
A differenza dei recenti album di Bowie, nessuna canzone venne portata in studio già pronta, ma tutto venne improvvisato in sala d'incisione. David Bowie scrisse svariati brani insieme alla band nel corso di sessioni improvvisate. Bowie ed Eno continuarono inoltre a sperimentare con le tecniche compositive già da loro utilizzate per gli album di Berlino. Nel 1995, presentando l'album alla stampa, Bowie disse:
(David Bowie, 1995.)
La storia di Nathan Adler scritta con la tecnica del "cut-up" inclusa nei testi dei brani e nelle note dell'album, è opera di Bowie, il quale scrisse il testo al computer e poi rielaborò il tutto con un programma chiamato "Verbasiser," che avrebbe riassemblato casualmente le frasi elettronicamente.
Nel corso di altre interviste dell'epoca, Bowie rimarcò il fatto di come l'album fosse stato concepito per riflettere l'ansia generale che si percepiva negli ultimi cinque anni del millennio.
Nel 1999, Bowie raccontò le motivazioni e l'ispirazione che lo portarono all'idea generale dell'album: 
Dal punto di vista tematico, Bowie era inoltre ansioso di infondere nell'opera il suo interesse personale per l'arte contemporanea. Era particolarmente affascinato all'epoca dalle frange più estreme della performance art come l'"Azionismo viennese" e il "Neo-brutalismo" di Damien Hirst. Ispirato da bizzarri artisti come Rudolf Schwarzkogler, che per estremo atto artistico si era tagliato il pene, Bowie iniziò a sviluppare l'idea della morte come arte.

### Registrazione
La data indicata da David Bowie stesso come fatidica per l'intera genesi dell'opera fu il 12 marzo 1994, giorno in cui nel corso di una seduta in studio di tre ore e mezza, furono gettate le basi dei personaggi, tutti i dialoghi e la descrizione narrativa degli eventi. Dal punto di vista musicale, la lavorazione vera e propria dell'album ebbe luogo in dieci giorni ai Mountain Studios di Montreux in Svizzera, ma le varie rifiniture continuarono in modo intermittente fino al novembre 1994. Bowie ed Eno riunirono in studio un folto gruppo di musicisti quali: Reeves Gabrels, Erdal Kızılçay, Mike Garson, Sterling Campbell, Yossi Fine, e Tom Frish. Circa queste sessioni iniziali di registrazione, il pianista Mike Garson ricordò in seguito: «Sentivamo in cuffia musica della Motown, qualcosa di Marvin Gaye e altri, e ci suonavamo sopra, ma questo non sarebbe finito su nastro». Brian Eno rivelò inoltre che Bowie "rimase quasi sempre seduto nei primi giorni di quel disco". Aggiungendo: «Mise un cavalletto in studio e dipingeva solamente. Noi creavamo situazioni musicali e lui ci raggiungeva solo se diventavamo interessanti». A questo stadio di lavorazione, il disco era un album doppio intitolato Leon, che però venne rifiutato dalla casa discografica a causa dello scarso potenziale commerciale. Questa prima versione del disco conteneva anche i brani Get Real e Nothing to Be Desired, poi recuperati in edizioni successive. Eno e Bowie decidono quindi di rimettere mano all'opera e le sessioni aggiuntive hanno luogo a New York nel gennaio-febbraio '95. In questo periodo si unirono alla band in studio anche Carlos Alomar, vecchia conoscenza di Bowie con il quale aveva collaborato in svariati altri album in passato, Joey Baron, e Kevin Armstrong. Vengono quindi incise tutte le tracce dell'album che poi sarebbero apparse nella versione definitiva del disco.

### Concept
Le note esplicative interne del disco, che costituisce una sorta di concept album, contengono una breve storia scritta da Bowie, il diario di Nathan Adler, che illustra una qualche versione distopica dell'anno 1999 nella quale il governo, attraverso la Commissione per le Arti, ha creato una nuova divisione di polizia per investigare sul fenomeno crescente dell'"arte criminale". In questo futuro, l'omicidio e la mutilazione di corpi umani sono diventati l'ultima tendenza underground di una nuova forma d'arte degenerata. Il personaggio principale, il detective Nathan Adler, si trova nella posizione di dover investigare sulla morte di una ragazzina quattordicenne, Baby Grace Blue, ritrovata orribilmente seviziata e smembrata ed esposta come una macabra opera d'arte. Coinvolti nelle indagini del Professor Adler, ci sono tre principali sospettati: Il ventiduenne Leon Blank, un meticcio con precedenti penali per plagio senza autorizzazione; Algeria Touchshriek, settantottenne trafficante in droghe d'arte e tracce di DNA; e la quarantenne Ramona A. Stone, creatrice di gioielli realizzati con parti umane e spacciatrice occasionale. Su tutti incombe poi la minacciosa ed indefinita presenza dell'Artista/Minotauro, vero autore dell'omicidio artistico rituale.

## Copertina
La copertina dell'album è costituita da un dipinto ad acrilico opera dello stesso Bowie, un autoritratto intitolato Head of DB.

## Pubblicazione e accoglienza
| Recensione                    | Giudizio |
| ----------------------------- | -------- |
| AllMusic                      | [ 14 ]   |
| Blender                       | [ 15 ]   |
| Encyclopedia of Popular Music | [ 16 ]   |
| Entertainment Weekly          | B-       |
| Q                             | [ 18 ]   |
| Rolling Stone                 | [ 19 ]   |
| The Rolling Stone Album Guide | [ 20 ]   |
| Piero Scaruffi                | [ 1 ]    |
| Spin                          | [ 21 ]   |
| Sputnikmusic                  | [ 22 ]   |

1.Outside venne pubblicato nel settembre 1995. In Gran Bretagna raggiunse un dignitoso ottavo posto in classifica, mentre negli Stati Uniti, dove la popolarità di Bowie era stata notevolmente rinverdita dalle recenti citazioni di gruppi come Nirvana e Nine Inch Nails, arrivò fino alla posizione numero 21 in classifica (miglior risultato per Bowie fin dai tempi dell'album Tonight del 1984).
L'album venne fondamentalmente ben accolto dalla stampa musicale britannica, con Melody Maker e NME, molto critici nei confronti degli ultimi lavori di Bowie, intenti a tessere le lodi dell'album. Il The Guardian elogiò Outside definendolo "una cosa molto raffinata che contiene la miglior musica di Bowie negli ultimi 15 anni". Non mancarono però anche i detrattori come Taylor Parkes di Ikon che bollò il disco come "pretenzioso, cartoonesco, un penoso sacco di merda... facile, confuso e immaturo". In America Billboard recensì il disco parlandone in questi termini: "un oscuro album a tema che è alternativamente noioso e ispirato ma sempre musicalmente stimolante". La rivista Rolling Stone diede all'album un giudizio di tre stellette su 5, criticando i frammenti narrativi parlati tra brano e brano, definendoli "superflui, intrusivi e fastidiosi". Tuttavia, la musica contenuta nell'album venne generalmente apprezzata, e il recensore si spinse fino a scrivere che Outside era "il miglior lavoro di Bowie sin dagli anni settanta".
A posteriori, Nicholas Pegg nel suo fondamentale saggio su Bowie intitolato David Bowie - L'enciclopedia, definisce 1.Outside come "uno dei primi grandi album dell'era internet" e "l'album più fantasioso e ben costruito di Bowie in molti anni, forse il suo moderno capolavoro".

## Progettati seguiti mai realizzati
La storia, piuttosto frammentaria e sconnessa, è lasciata tronca, senza un finale e promette un enigmatico "continua..." nel booklet accluso al disco. Inizialmente, Bowie sentiva di aver registrato così tanto materiale durante le sessioni per Outside, da dichiarare la sua intenzione di continuare la storia narrata nel disco in altri album creando così una trilogia o addirittura una pentalogia, per questo il titolo ufficiale dell'opera fu 1.Outside, con il prefisso "1" che stava a lasciar intendere ci sarebbero stati dei seguiti all'opera. L'artista avrebbe voluto intitolare il secondo capitolo 2.Contamination, aveva già iniziato a buttar giù le bozze dei nuovi personaggi della storia (incluse alcune "persone provenienti dal diciassettesimo secolo") e aveva progettato di far uscire l'album nella primavera del 1997. Circa il proseguimento della storia iniziata in Outside, egli disse (in una intervista del 1995):
Contrariamente a tutte queste premesse, nessun seguito dell'album venne mai prodotto, e il successivo lavoro di Bowie sarebbe stato l'album Earthling, fortemente influenzato dalla musica jungle e drum and bass.

## Tracce
- Di seguito al titolo dei brani sono indicati i personaggi che interpretano ogni singola traccia.

1. Leon Takes Us Outside Leon Blank – 1:25
2. Outside Prologo – 4:04
3. The Hearts Filthy Lesson Detective Nathan Adler – 4:57
4. A Small Plot of Land Gli abitanti di Oxford Town, New Jersey – 6:34
5. (Segue) Baby Grace (A Horrid Cassette) Baby Grace Blue – 1:39
6. Hallo Spaceboy Paddy – 5:14
7. The Motel Leon Blank – 6:49
8. I Have Not Been to Oxford Town Leon Blank – 3:47
9. No Control – Detective Nathan Adler 4:33
10. (Segue) Algeria Touchschriek Algeria Touchshriek – 2:03
11. The Voyeur of Utter Destruction (as Beauty) L'Artista/Minotauro – 4:21
12. (Segue) Ramona A. Stone / I Am With Name Ramona A. Stone e i suoi accoliti – 4:01
13. Wishful Beginnings L'Artista/Minotauro – 5:08
14. We Prick You Membri della Corte di Giustizia – 4:33
15. (Segue) Nathan Adler Detective Nathan Adler – 1:00
16. I'm Deranged L'Artista/Minotauro – 4:31
17. Thru' These Architect's Eyes Leon Blank – 4:22
18. (Segue) Nathan Adler Detective Nathan Adler – 0:28
19. Strangers When We Meet Leon Blank – 5:07

## Formazione
- David Bowie: Voce, Sassofono, Chitarra, Tastiere
- Brian Eno: Sintetizzatori, Trattamenti vari, "Strategie Oblique"
- Reeves Gabrels: Chitarra
- Erdal Kizilcay: Basso, Tastiere
- Mike Garson: Pianoforte
- Sterling Campbell: Batteria
- Carlos Alomar: Chitarra ritmica
- Joey Baron: Batteria
- Yossi Fine: Basso
- Tom Frish: Chitarra in Strangers When We Meet
- Kevin Armstrong: Chitarra in Thru' These Architect's Eyes
- Bryony, Lola, Josey & Ruby Edwards: Cori in The Hearts Filthy Lesson e I Am With Name

## Tour promozionale
Da fine 1995 all'inizio del 1996, Bowie intraprese una tournée in supporto all'album con i Nine Inch Nails come gruppo spalla, intitolata "Outside Tour". Morrissey aprì i concerti di Bowie in Gran Bretagna in settembre, culminati in tre show alla Wembley Arena di Londra. Morrissey avrebbe dovuto seguire Bowie in tour nel resto d'Europa nell'ottobre seguente ma cancellò la sua presenza dopo sole nove date del tour europeo, venendo rimpiazzato di volta in volta da svariati gruppi come The Gyres, Echobelly, e gli allora ancora misconosciuti Placebo.

## Versioni alternative
La versione giapponese dell'album ha una traccia aggiuntiva, il brano Get Real, come anche l'edizione speciale del 2004 della Sony.
Una versione accorciata del disco, intitolata Excerpts from Outside fu pubblicata in formato LP nel 1995. Nel 1996 l'album venne ristampato come version 2, ma con differenti versioni dello stesso disco pubblicate in Australia, Giappone ed Europa. In Europa, la ristampa venne distribuita dalla BMG senza la traccia Wishful Beginnings, ma con il remix dei Pet Shop Boys del brano Hallo Spaceboy come ultima traccia. In Australia e Giappone, version 2 fu pubblicato in versione doppio disco, con sul primo disco la versione originale di 1.Outside, e sul secondo vari remix e versioni dal vivo uscite su singolo nel periodo 1995–1996. Nel 2004 l'album venne infine ripubblicato in versione speciale a due CD in edizione limitata.